# Гней Геллий
Гней Геллий (лат. Gnaeus Gellius) — древнеримский историк, живший в середине II века до н. э., один из «средних анналистов».

## Биография
О его жизни ничего достоверно не известно. Он мог быть тем Геллием, против которого однажды произносил речь Марк Порций Катон Старший.
В середине II века до н. э. Геллий написал своё произведение, которое назвал «Анналы» (лат. Annales). Более точное время написания работы неизвестно — известно лишь, что написано оно было раньше более известного сочинения Луция Целия Антипатра. В своих «Анналах» Геллий описал события с полулегендарных времён основания Рима и до своего времени. Традиционно считается, что его сочинение состояло из 97 книг, однако это мнение нередко подвергается сомнению — события до 216 года до н. э. были описаны лишь в 33 книгах.
Геллия относят к числу «средних анналистов», которые составляли летописи событий от времён Энея до современных им событий, используя достаточно сухой язык. Геллий был большим знатоком римских древностей и даже называл изобретателей алфавита, медицины, мер и весов, а также перечислял основателей городов. Накопленный Геллием материал нередко использовался более поздними историками: в частности, Дионисий Галикарнасский цитирует его по меньшей мере шесть раз. Впрочем, после систематизации знаний о ранней римской истории Марком Теренцием Варроном о нём практически забыли: его не упоминает Тит Ливий, несколько десятков книг которого описывают те же события, что и «Анналы» Геллия. В эпоху империи его сочинение известно только эрудитам, которые увлекались римскими древностями (в частности, его цитирует Авл Геллий).
Всего от сочинения Геллия сохранилось 33 небольших отрывка в выписках поздних авторов.